# Hébreu mizrahi
Pour les articles homonymes, voir Hébreu (homonymie).
Pour les articles homonymes, voir Mizrahi.
L'hébreu mizrahi ou hébreu oriental fait référence à un système de prononciation de l'hébreu biblique utilisé en liturgie par les Juifs mizrahim originaires des pays arabes ou d'autres contrées plus à l'est, et possédant un fond d'arabe, de persan, d'hindi, de kurde ou encore d'autres langues du Moyen-Orient ou d'Asie. De fait, l'hébreu mizrahi est un terme générique pour de nombreux dialectes.
L'hébreu séfarade n'est pas considéré comme en faisant partie, bien qu'il ait été parlé au Moyen-Orient et en Afrique du Nord. Les Séfarades furent expulsés d'Espagne, et s'établirent parmi les Mizrahim, mais dans des pays tels que la Syrie et le Maroc il y eut un assez haut degré de convergence entre les prononciations séfarade et locales de l'hébreu. L'hébreu yéménite est aussi considéré comme distinct, car il possède un système totalement différent de prononciations des voyelles.
Les mêmes termes sont parfois utilisés pour la prononciation de l'hébreu moderne israélien par les Juifs d'origine arabe ou mizrahi. C'est généralement un compromis entre l'hébreu moderne standard et la prononciation liturgique traditionnelle comme décrite ici.

## Aspects
Les aspects suivant sont généralement présents dans la prononciation des Juifs venant des pays arabophones, et les variations sont souvent calquées sur le dialecte arabe du pays en question.
- l'accent tend à descendre sur la dernière syllabe partout où c'est le cas en hébreu biblique.
- א (Aleph) est prononcé avec un coup de glotte clair [ʔ], sauf lorsqu'il est utilisé comme mater lectionis.
- ב (Bet sans dagesh) est prononcé [b] dans certains pays comme l'Irak, et [v] dans d'autres comme le Maroc[1].
- ד (Dalet sans dagesh) est normalement prononcé [d], mais parfois (comme dans la prononciation irakienne du mot adonai) [ð].
- ו (Vav) est prononcé [v] dans certains pays et [w] dans d'autres (comme l'Irak).
- ח (Ḥet) est prononcé [ħ], comme le ح arabe (consonne fricative pharyngale sourde).
- ט (Tet) est prononcé [tˤ], comme le ط arabe (consonne occlusive alvéolaire sourde).
- ע (Ayin) est prononcé [ʕ], comme le ع arabe (consonne fricative pharyngale voisée).
- צ (Tsadi) est prononcé [sˤ], comme le ص arabe (consonne fricative alvéolaire sourde).
- ק (Qof) est habituellement prononcé [q] comme le ق arabe classique (consonne occlusive uvulaire sourde) mais d'autres sons sont également produits comme [k], [ɡ] ou [ʔ] (coup de glotte).
- ר (Resh) est habituellement roulé [r], plutôt qu'uvulaire [ʁ][2].
- ת (Tav sans dagesh) est prononcé [t] dans certains pays, et [θ] dans d'autres comme l'Irak[3].
- les voyelles ont généralement le même son qu'en hébreu séfarade :
  - Tsere est prononcé [eː].
  - Holam est prononcé [oː].
  - Kamatz gadol est prononcé [aː].

La prononciation des Juifs mizrahim des pays non arabophones diffère en certains aspects. Ainsi, parmi les Juifs perses, des sons arabes distincts comme ح [ħ] et ط [tˤ] ne sont pas présents, et Kamatz gadol s'appuie sur [ɒ] comme le a' long en persan.

## Histoire
Durant l'époque talmudique, il fut remarqué que la prononciation galiléenne (et peut-être syrienne) de l'hébreu et de l'araméen différait de celles de Judée et de Babylone, principalement par la perte des sons distincts pour les lettres gutturales he, ḥet et 'ayin. Ce trait est toujours présent en hébreu samaritain.
Après la conquête arabe de la Palestine et de la Mésopotamie, un gros travail fut produit par les Massorètes dans la standardisation et l'épuration de l'hébreu biblique, sous l'influence des grammairiens arabes de l'époque. Cela comprenait d'établir la prononciation des lettres gutturales par comparaison aux équivalents arabes. Trois notations distinctes pour les voyelles furent discutées : la palestinienne, la babylonienne et la tibérienne, cette dernière ayant prédominé sur les deux précédentes.
Le processus de l'assimilation à l'arabe vint plus tard avec les Juifs babyloniens. Ainsi, en arabe classique, et dans certains dialectes parlés comme l'arabe irakien, il n'y a pas de distinction phonémique entre a et e, bien qu'une distinction phonétique se fasse en présence d'une consonne adjacente emphatique ou gutturale. La notation babylonienne, logiquement, ne fait pas de distinction entre pátach (dans d'autres prononciations [a]), segol (dans d'autres prononciations [e] ou [ɛ]) et sheva na', et ces trois voyelles sont toujours prononcées de la même manière ([æ]) parmi les Juifs yéménites. En arabe syro-libano-palestinien, au contraire, il y a distinctions entre ces sons et ces deux voyelles sont distinctes en notations palestinienne et tibérienne.
Après l'expulsion des Juifs séfarades d'Espagne en 1492, les exilés prirent la position prééminente dans les pays arabes et ottomans, et la prononciation locale de l'hébreu fut assimilée à celle de l'hébreu séfarade en de nombreux aspects, en particulier sur la prononciation des voyelles. Pour cette raison, les Juifs irakiens contemporains distinguent patach (/a/) et segol (/e/) de la même manière que la plupart des Juifs séfarades et mizrahim. Cependant, des sons particuliers pour les lettres gutturales et emphatiques, ainsi que le son [b] pour bet raphe, sont conservés dans les pays arabophones, probablement sous l'influence de la langue arabe.
Les Juifs irakiens, comme les Yéménites, conservent les sons de l'arabe classique comme waw ([w]) et tav raphe ([θ]). Dans d'autres pays arabophones, tav raphe est prononcé [t] : ceci est également en accord avec la prononciation en hébreu séfarade et avec celui de l'arabe familier. La prononciation de waw comme [v] est plus clairement séfarade à l'origine.